# Style d'écriture manuscrite
Un style d'écriture manuscrite, graphie manuscrite ou forme d’écriture est un style générique d'écriture manuscrite (par opposition à l'écriture manuscrite personnelle (d)), au sein d'un système d'écriture.
Il existe une grande variété de styles historiques d'écriture dans les documents manuscrits, certains d'entre eux sont liés à la calligraphie, tandis que d'autres ont été créés en fonction d'objectifs divers comme une meilleure lisibilité, la facilité et rapidité d'écriture ou spécialement pour l'apprentissage de l'écriture (écriture scolaire).
Les styles historiques d'écriture manuscrite sont un outil et un objet d'étude de la paléographie.
Les variations personnelles et les particularités du style d'écriture s'écartant d'un style standard, qui peuvent par exemple permettre d'identifier le travail d'un scribe particulier copiant ou écrivant un manuscrit, sont décrites par le terme écriture manuscrite.

L'évolution de la minuscule latine.

## Exemples
- Alphabet arabe :
  - Kufi
  - Thuluth
  - Naskh
- alphabet latin (voir Histoire de l'alphabet latin)
  - écriture romaine
    - Cursive romaine
    - Quadrata

  - Onciale
  - Écriture mérovingienne
  - Minuscule caroline
  - Écriture gothique
    - Fraktur
    - Sütterlin
    - Kurrent

  - Écriture anglaise
  - Écriture ronde
  - Écriture spencérienne
- Styles de caractères chinois
  - Style sigillaire
  - Style régulier
  - Écriture cursive chinoise